# Carl Zedelius
Christian Carl Philipp Wilhelm Zedelius (* 17. März 1800 in Neuenburg (Friesland); † 2. September 1878 in Eversten) war Politiker im Großherzogtum Oldenburg.

## Leben

### Ausbildung und frühe Jahre
Carl Zedelius wurde als Sohn des Landvogts und Oberappellationsrats Friedrich Wilhelm Zedelius und seiner Frau Wilhelmine Henriette von Prott, beide zuletzt wohnhaft in Ovelgönne, geboren. Er wuchs in Oldenburg auf, wo er das Gymnasium besuchte. Anschließend studierte er Rechtswissenschaften an der Universität Göttingen und gehörte dort dem Corps Bremensia Göttingen an. Er trat nach der juristischen Ausbildung und der juristischen Eingangsprüfung 1824 in den Staatsdienst des Großherzogtums Oldenburg ein. Zunächst war er als Amtsauditor in Elsfleth und als Landgerichtssekretär in Ovelgönne tätig. Nach der zweiten juristischen Staatsprüfung 1827 und wurde 1828 zum Kammersekretär und 1830 schließlich zum Regierungssekretär in Oldenburg ernannt. Bereits im folgenden Jahr wurde er in die Kabinettskanzlei versetzt und befasste sich hier vor allem mit der juristischen Redaktion der Verfassungsentwürfe betraut, an denen Großherzog August I. mit seinem Staatsminister Günther von Berg in der Folge der Julirevolution von 1830 gearbeitet hatte. 1836 wurde Zedelius zum Hofrat befördert und gehörte von 1837 bis 1844 auch dem Konsistorium der Evangelisch-Lutherischen Kirche in Oldenburg an. 1847 wurde er zum Geheimen Kabinettsreferendar ernannt.

### Als Parlamentarier
Zedelius war bereits in der Zeit des Vormärz überzeugt, dass der bisher absolutistisch regierte Kleinstaat Oldenburg durch präventive Reformen modernisiert werden müsste. 1842 trat er dem Literarisch-geselligen Verein Oldenburgs bei und galt als Vertreter eines gemäßigten Liberalismus typisch oldenburgischer Prägung. Nach dem Ausbruch der Revolution von 1848 bemühte er sich, zwischen der konservativen Regierung, Großherzog und der oldenburgischen Bevölkerung zu vermitteln. Er war der Verfasser der Proklamation vom 18. März 1848, die die entscheidende Zusage des Großherzogs zu einer Verfassung für das Großherzogtum enthielt und damit bewirkte, dass die Märzbewegung in Oldenburg friedlich ablief. Im April 1848 wurde er zum Regierungskommissar bei der Versammlung der 34, dem oldenburgischen Vorparlament, ernannt. Hier sammelte er erste Erfahrungen innerhalb der ungewohnten parlamentarischen Körperschaften. Im Mai beteiligte er sich als Vertrauensmann des Großherzogs an den vergeblichen Versuchen einer Regierungsneubildung. Als im Sommer 1848 schließlich die erste konstitutionelle Regierung unter dem gemäßigten Liberalen Johann Heinrich Jakob Schloifer zusammentrat, übernahm Zedelius als Ministerialrat (und de facto Minister) die in dieser Umbauphase besonders wichtigen Departements des Innern und der Finanzen innerhalb des Staatsministeriums. Wegen der Konflikte aufgrund der angestrebten außenpolitischen Annäherung an Preußen trat die Regierung am 11. Dezember 1849 allerdings wieder zurück.
Zedelius blieb in der Folge politisch aktiv und vertrat Zedelius beteiligte sich in den folgenden Jahren aktiv am politischen Leben des Landes. Er bekannte sich zu der Erklärung des Gothaer Nachparlaments vom 28. Juni 1849, die sich für die kleindeutsche Vereinigung Deutschlands unter preußischer Führung aussprach und wurde im Januar 1850 zusammen mit Maximilian Heinrich Rüder und Wilhelm Selkmann Mitglied des Volkshauses des Erfurter Unionsparlaments. Er gehörte der rechtsliberalen Fraktion der „Verfassungspartei“ an, die wegen des Fehlens linksliberaler und demokratischer Abgeordneter die Linke des Parlaments bildete.
Von 1850 bis 1860 gehörte er ununterbrochen dem oldenburgischen Landtag an, von 1851 bis 1856 als dessen Präsident. Während dieser Amtszeiten setzte Zedelius 1851 eine Kommission zur Umgestaltung der Behördenorganisation sowie eine Kommission für die Neuordnung der Gemeindeverfassung im Großherzogtum ein. Die neue Ordnung zur Gemeindeverfassung trat 1856 in Kraft trat und stärkte die Selbstverwaltung der Gemeinden erheblich. Daneben stand Zedelius ab 1851 auch dem oldenburgischen Militärkollegium vor.

### Späte Karriere
Am 17. Januar 1853 wurde Zedelius dann zum Regierungspräsidenten des Fürstentums Lübeck, einer oldenburgischen Exklave in Holstein, in Eutin ernannt. Bereits nach drei Jahren gab er dieses Amt aber bereits wieder ab, um als Nachfolger des verstorbenen Finanzministers August Christian Ferdinand Krell in die oldenburgische Regierung unter Staatsminister Peter Friedrich Ludwig von Rössing einzutreten. Am 6. Februar 1872 legte er sein Amt, das er nunmehr in der von Karl Heinrich Ernst von Berg geleiteten Regierung eingehabt hatte, aus Altersgründen nieder und wurde in den Ruhestand versetzt. Als Nachfolger wurde sein Schwager Friedrich Andreas Ruhstrat Finanzminister.

## Familie
Zedelius heiratete am 26. September 1837 Emma Wilhelmine Christine Johanne geb. Ruhstrat (1820–1902), Tochter Geheimen Hofrats Ernst August Ruhstrat (1787–1852) und Schwester des späteren Ministerpräsidenten Friedrich Andreas Ruhstrat (1818–1896). Sein Sohn August (1840–1904) wurde später Geheimer Oberregierungsrat.

## Auszeichnungen
- Verleihung des Titels Exzellenz, 1860
- Oldenburgischer Haus- und Verdienstorden des Herzogs Peter Friedrich Ludwig

* Kleinkreuz, 1850
* Kapitular-Kleinkreuz, 1852
* Kapitularkomtur, 1858

## Erinnerung
Auf der ostfriesischen Insel Wangerooge wurde eine der Hauptstraßen, die Zedeliusstraße, nach Carl Zedelius benannt.